# Hilda (Missouri)
Pour les articles homonymes, voir Hilda.
Hilda est une communauté du Missouri formée dans le comté de Taney. Elle est située sur la Route 160 à environ quinze miles à l'est de Branson. Elle possédait auparavant un bureau de poste avec un code postal de 65670, mais le courrier est maintenant desservi par le bureau de poste de Kissee Mills.